# Crazy Climber
Crazy Climber (クレイジークライマー?, Kureijī Kuraimā) è un videogioco arcade uscito nel 1980, il primo in assoluto pubblicato da Nichibutsu. Viene considerato un precursore dei videogiochi a piattaforme arcade, al pari del successivo Donkey Kong. È stato convertito per Famicom, Atari 2600, WonderSwan, Sharp X68000 e Arcadia 2001.
Ne è stato realizzato nel 1988 un sequel, Crazy Climber 2.

## Modalità di gioco
Il giocatore controlla con due joystick uno stuntman che deve raggiungere la sommità di quattro altissimi grattacieli arrampicandosi su di essi a mani nude. Per scalare i vari piani bisogna muovere i joystick su e giù in direzioni opposte, mentre per gli spostamenti laterali occorre portarli entrambi a sinistra o a destra.
Tale impresa viene ostacolata principalmente dagli inquilini degli edifici, tutti scienziati pazzi, che buttano dalle finestre vasi con piante oppure recipienti per liquidi. Lo stuntman deve anche evitare gli escrementi scaricati da un condor, aggirare un manesco scimmione che può affacciarsi dalle finestre più grandi, schivare attrezzi da palestra e pesanti insegne sulle quali appare la scritta che dà il nome al gioco - gli uni e le altre in caduta libera - e tenersi lontano dalle centraline elettriche, pericolose per via dei loro fili scoperti.
Le vite a disposizione sono tre oppure quattro, a seconda delle versioni, ma sempre senza punti ferita; ogni livello presenta una serie di checkpoint. Nessun ostacolo può essere eliminato o neutralizzato.
Il protagonista ha modo di accelerare la scalata qualora riuscisse ad aggrapparsi ai palloncini colorati che appaiono in un paio di livelli (il secondo e il terzo): saranno in tal modo agevolmente superati diversi piani. Una volta arrivato alla sommità di un grattacielo il giocatore ottiene punti bonus se lo stuntman si fa agganciare dall'elicottero che proverà più volte un atterraggio lì sopra.
Dopo che lo stuntman ha scalato tutti e quattro i grattacieli, il gioco ricomincia daccapo, con una difficoltà maggiore.

## Cloni
Nel 1981 uscì un clone di questo titolo chiamato Rock Climber, prodotto dalla Taito. Il gameplay è lo stesso, ma la differenza sta nell'ambientazione: qui il protagonista non deve scalare grattacieli bensì le tre cime di una montagna.

## Curiosità
- In Italia l'arcade fu abbinato a un gioco a premi nella trasmissione Tip Tap Club, andata in onda nel 1982 su Rai 2.[7]